# Басково
Басково — село в Купинском районе Новосибирской области России. Входит в состав Новониколаевского сельсовета.

## География
Площадь села — 34 гектара.

## История
На основании решения Новосибирского облисполкома от 25.05.1964 года № 342 ферме № 2 Чаинского совхоза присвоено наименование село Басково.

## Население
| 2002 | 2007 | 2010 |
| ---- | ---- | ---- |
| 239  | ↘176 | ↘125 |

## Инфраструктура
В селе по данным на 2007 год функционируют 1 учреждение здравоохранения и 1 учреждение образования.